# Хатанака, Кэндзи
Кэндзи Хатанака (яп. 畑中健二 Хатанака Кэндзи:, 28 марта 1912 — 15 августа 1945) — японский офицер, один из главных участников провалившегося военного переворота 1945 года, целью которого был захват Императорского дворца и запрет императору Хирохито обратиться к подданным с объявлением о капитуляции Японии во Второй мировой войне.

## Ранние годы
Родился в Кётамбе, префектура Киото. Был вторым сыном Сурудо Хатанаки. По окончании школы поступил в Военную академию Императорской армии Японии, образование в которой завершил в 1934 году. Служил лейтенантом в артиллерийском полку, затем продолжил образование в Артиллерийском инженерном училище и Высшей военной академии Императорской армии Японии.

## Военная карьера
В конце Второй мировой войны Хатанака служил в отделе военных дел Министерства армии. Как один из лидеров группы японских офицеров, настроенных не допустить принятие Потсдамской декларации, требовавшей капитуляции Японии, Хатанака 14—15 августа 1945 года предпринял попытку государственного переворота. Не сумев заручиться поддержкой министра армии генерала Анами, Хатанака возглавил ряд других офицеров и занял Императорский дворец и Управление Императорского двора Японии.
По-прежнему нуждаясь в поддержке высокопоставленных лиц, он пытался привлечь на свою сторону генерал-лейтенанта Такэси Мори, командира 1-й гвардейской дивизии. Мори уклонился от участия в заговоре, и расстроенный Хатанака застрелил его. Хатанака и его люди затем провели несколько часов в поисках записи императорской речи, предназначенной для передачи в эфир, в которой объявлялось о капитуляции Японии. Когда запись найти не удалось, заговорщики заняли здание NHK, чтобы воспрепятствовать трансляции речи. Однако, по-прежнему не имея поддержки на высоком уровне и так и не найдя записи, Хатанака отказался от дальнейших действий после получения прямого приказа из штаба Восточной армии.
После провала заговора Хатанака отправился на площадь перед Императорским дворцом, где вместе с другим заговорщиком, подполковником Дзиро Сиизаки, застрелился. В кармане Хатанаки было найдено его предсмертное стихотворение: «Теперь, когда над правлением Императора развеялись тёмные облака, мне не о чем сожалеть».